# Henry Eugene Abbey
Henry Eugene Abbey (Akron, 27 de junho de 1846 — Nova York, 17 de outubro de 1896)) foi um empresário e produtor teatral norte-americano.

## Biografia
Henry E. Abbey nasceu em Akron, Ohio, em 27 de junho de 1846, filho do relojoeiro Henry Stephen Abbey e Elizabeth Smith Abbey.
Ele se envolveu em negócios com seu pai, um joalheiro , até 1869, quando alugou a casa de ópera de Akron.

## Carreira
Durante as décadas de 1870 e 1890, ele gerenciou teatros proeminentes da Broadway como Booth's Theatre, Wallack's Theatree Abbey's Park Theatre, promovendo os talentos de alguns dos principais atores americanos de sua época, bem como estrelas europeias. Em 1882, com John B. Schoeffel e Maurice Grau, formou a parceria de gestão teatral do teatro Abbey, Schoeffel and Grau.
Abbey foi o primeiro locatário e gerente da temporada inaugural em 1883 do 'antigo' Metropolitan Opera House, com a própria Opera Company e estrelas de Grau. A temporada foi um sucesso de crítica, mas um fracasso financeiro. Abbey como gerente foi pessoalmente responsável por perdas de $ 250.000.
Ele gerenciou as turnês de Adelina Patti, Francesco Tamagno e London Gaity na América, e apresentou Sarah Bernhardt aos americanos. Abbey inaugurou o Boston's Park Theatre em 1879. Ele também abriu o Abbey's Theatre em 1890, um dos primeiros gerentes teatrais a apresentar espetáculos caros fora das grandes cidades.
Abbey, Schoeffel e Grau retornaram ao 'Met' em 1891, e Abbey continuou como gerente lá até sua morte. Ele morreu na cidade de Nova York em 17 de outubro de 1896, aos 50 anos.

## Legado
Um de seus legados mais duradouros foi trazer um grupo de artistas espanhóis, conhecidos como Spanish Students (Estudantes Espanhóis]], para os Estados Unidos. Esses intérpretes inspiraram imitadores e deram origem à reprodução generalizada do Bandolim nos Estados Unidos, onde antes era desconhecido.

## Vida pessoal
Ele se casou com Kate Kingsley em 1876 e teve dois filhos com ela. Casou-se novamente em 1886, com a atriz Florence Gerard. Ela se apresentou no novo Wallack's Theatre na 30th Street e na Broadway enquanto Abbey era gerente lá.